# San Agustín de Puñual
La Hacienda San Agustín de Puñual (también conocida como Santuario Cuna de Prat) es una hacienda, museo y monumento histórico nacional, ubicado en la comuna chilena de Ninhue, en la Provincia de Itata, Región de Ñuble, administrada por las Fuerzas Armadas de Chile. El sitio fue lugar de nacimiento del héroe naval chileno Arturo Prat Chacón.

## Historia

### Antecedentes

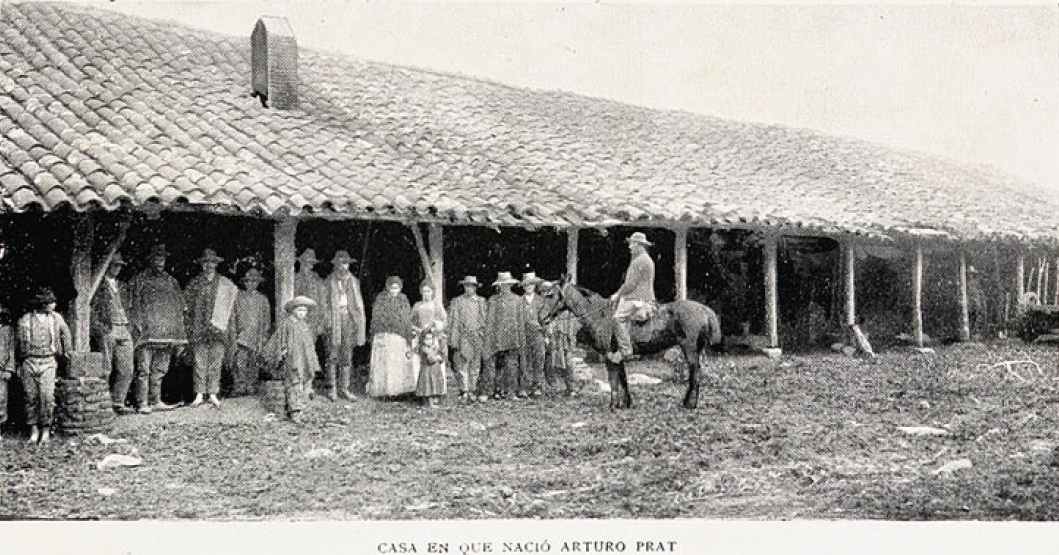
Casona en 1904

La casa data de 1780, sus dueños en ese entonces fueron Pedro Chacón y su esposa Concepción Barrios. Luego de que un incendio afectara la propiedad de su hija María Rosario Chacón y su esposo Pedro Agustín Prat, ambos fueron recibidos en la hacienda. El 3 de abril de 1848 nació Arturo Prat Chacón.
Tras el Terremoto de Chillán de 1939, la propiedad fue reparada por su dueño, don Pío Herreros Brunet, sin embargo, estas reparaciones serían destruidas con el Terremoto de Valdivia de 1960.

### Reconstrucción
Siete años más tarde, es creada la Corporación Pro-Santuario Cuna de Prat, entidad que se encarga de reunir fondos para la reconstrucción de la casona y convertirla en un museo. En 1968, mediante la ley 16980 promulgada en el gobierno de Eduardo Frei Montalva, la propiedad fue declarada Monumento Histórico. Luego, en 1976 la propiedad pasó a manos del Fisco, el que la entregó a la Armada de Chile para que se encargara de su custodia y conservación. El proyecto de convertir a la casona en un museo, estuvo a cargo del Ministerio de Obras Públicas y el arquitecto Raúl Irarrázaval Covarrubias, y se concretaría con el aporte de la Armada de Chile, Clubes de Leones y universidades de Chile, Católica de Valparaíso y Federico Santa María.

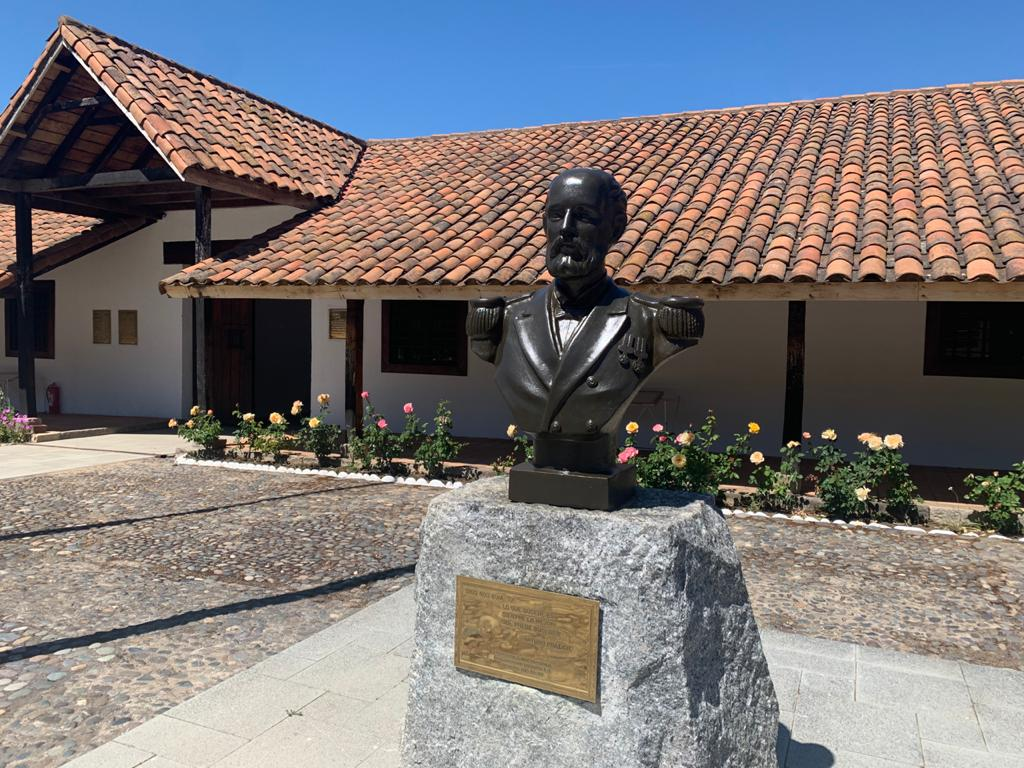
Busto de Arturo Prat en el acceso al museo

Se mantuvo abierto al público hasta el 27 de febrero del 2010, cuando los daños ocasionados por un terremoto, obligaron a cerrar sus puertas y realizar nuevos trabajos de restauración. La casona fue reabierta el 2 de agosto de 2012, pero de manera parcial, hasta el 14 de enero de 2014. Las obras de reparación fueron financiadas por empresas privadas como IANSA, BHP Billiton y Celulosa Arauco a través de la Ley de Donaciones Culturales.
Hoy se encuentra abierta al público como museo, en donde se exhiben elementos característicos de la zona geográfica y época colonial, a la producción agrícola de la hacienda y a la vida de Arturo Prat Chacón, desde su infancia, su paso por la Armada de Chile y su muerte en el Combate Naval de Iquique en 1879, durante la Guerra del Pacífico.

## Declaratoria
La Casa es declarada Monumento Histórico el 15 de octubre de 1968 mediante el Decreto N°16980, por su arquitectura colonial del siglo XVIII, por su importancia histórica y por haber sido el lugar de nacimiento del marino y comandante de la Corbeta Esmeralda durante el Combate Naval de Iquique, Arturo Prat.

## Arquitectura

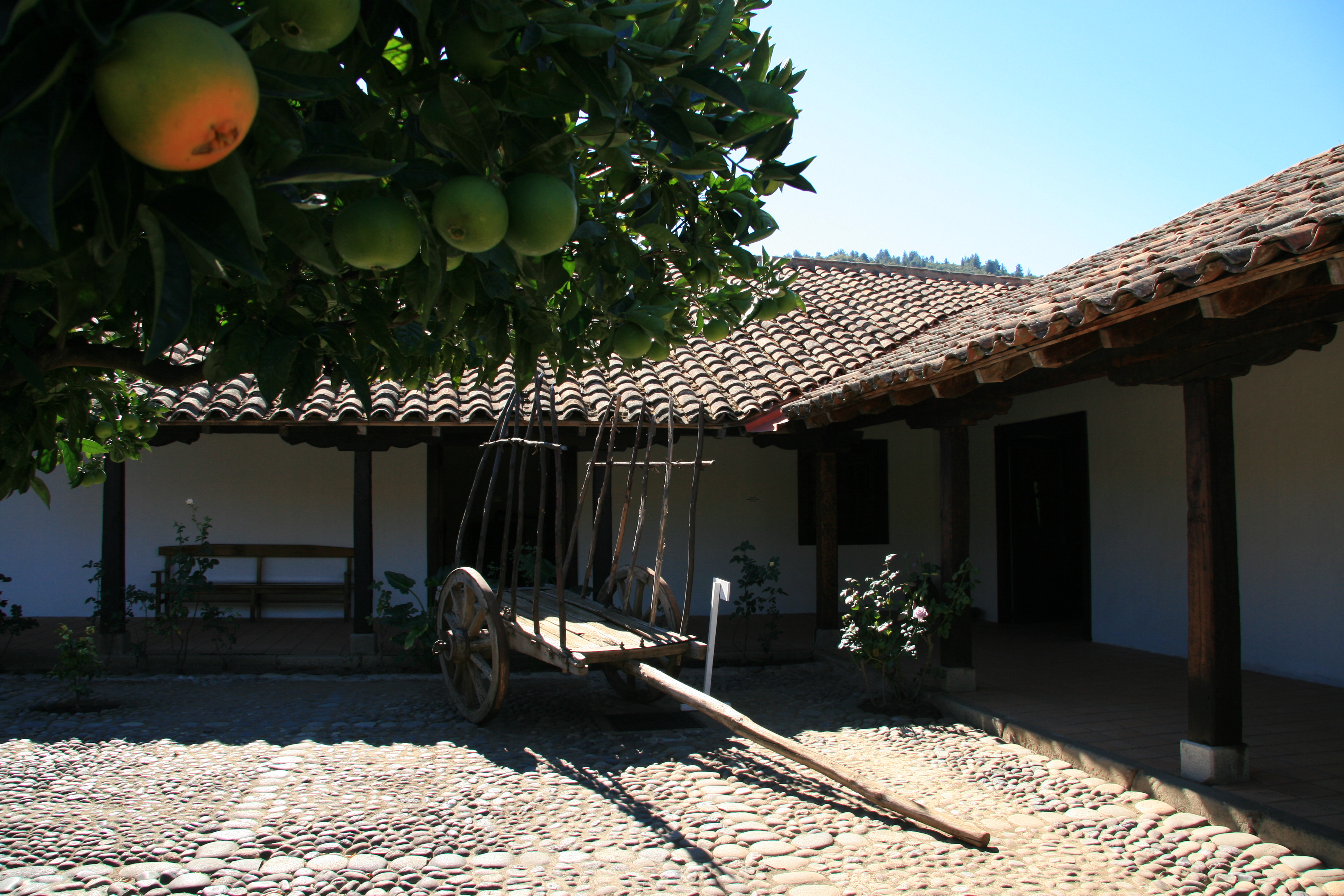
Patio de la casona

La casa presenta una arquitectura típica de la zona rural de a mediados del siglo XVIII. Fue construida sobre una loma y posee una estructura rectangular cerrada, con una sola entrada y patio interior. Este patio estaba destinado al almacenaje de los productos y herramientas agrícolas de la hacienda. Las habitaciones están unidas por largos pasillos, en ellas encontramos, cocina, sala de estar, comedor, dormitorios y bodegas.